# Liolaemus somuncurae
Liolaemus somuncurae — вид ігуаноподібних ящірок родини Liolaemidae. Ендемік Аргентини.

## Поширення і екологія
Liolaemus somuncurae мешкають на плато Сомункура на півдні аргентинської провінції Ріо-Негро. Вони живуть в патагонських степах, місцями порослих невисокими чагарниками, серед каміння. Зустрічаються на висоті від 1000 до 1600 м над рівнем моря. Є всеїдними і живородними.